# Raión de Ordubad
Ordubad (en azerí: Ordubad) es uno de los cincuenta y nueve raiones de Azerbaiyán, se encuentra localizado en la República Autónoma de Najicheván. La ciudad capital es la ciudad de Ordubad, es la segunda ciudad más grande dentro de Najicheván.

## Territorio y población
Posee una superficie de 970 kilómetros cuadrados, los cuales son el hogar de una población compuesta por unas 40 600 personas. Por ende, la densidad poblacional se eleva a la cifra de los 41,9 habitantes por cada kilómetro cuadrado de este rayón.